# Карнахан, Дженнифер
Дже́ннифер Ка́рнахан (англ. Jennifer Carnahan; род. 1976) — американский политик корейского происхождения. Председатель Республиканской партии Миннесоты (с 2017), первый председатель партии штата США азиатского происхождения.

## Биография
Родилась в 1976 году в Южной Корее. 11 ноября 1976 года была оставлена на пороге больницы одного из южнокорейских сёл. Пять месяцев спустя она была усыновлена семьёй из Миннесоты, получив имя Дженнифер Карнахан.
В 1995 году окончила Старшую среднюю школу в Оссео. В 1999 году окончила Школу общественных связей имени С. И. Ньюхауза при Сиракузском университете со степенью бакалавра наук в области телевизионной и радиожурналистики. В 2010 году она получила диплом магистра делового администрирования в Школе менеджмента имени Карлсона при Миннесотском университете. Работала специалистом по маркетингу в ряде крупных компаний, в том числе числе в McDonald’s, General Mills, Ecolab, а также в клубах «Майами Марлинс» и «Лос-Анджелес Энджелс».
В 2016 году была избрана делегатом на Национальную конвенцию Республиканской партии в Кливленде. Была кандидатом от Республиканской партии 2016 года в Сенат Миннесоты в 59-м округе, однако проиграла действующему сенатору-демократу Бобби Джо Чемпиону.
В 2017 году Карнахан стала председателем Республиканской партии Миннесоты. В 2018 году возглавляемая ей партия приняла участие в выборах в Сенат США и в местных выборах под девизом Make Minnesota Red 2018 («Сделаем Миннесоту красной в 2018 году»; красный — официальный цвет Республиканской партии), однако в итоге республиканцы потерпели поражение и на сенатских, и на местных выборах.

## Семья
Супруг — Джим Хейгдорн, член Палаты представителей США от Миннесоты (с 2019).